# Catharina Margaretha Linck
Catharina Margaretha Linck (Gehofen, 1687 – Halberstadt, 8 novembre 1721) è stata una donna prussiana che per gran parte della sua vita ha vestito da uomo, assumendo l'identità di Anastasius Lagrantius Rosenstengel. Sempre presentandosi da uomo, nel 1717 la Linck sposò un'altra donna, ma quando la verità fu scoperta fu processata e giustiziata per sodomia.
Il processo e la condanna della Linck costituiscono uno dei pochi esempi di persecuzioni legali di una donna per omosessualità in Europa e l'ultima a risultare in una condanna a morte.
Accademici e studiosi del periodo tendono a considerare la Linck una donna lesbica e non un uomo transgender, dato che all'epoca le donne che si vestivano da uomo non lo facevano perché non si identificavano con il proprio sesso biologico, ma per ragioni sociali come sicurezza personale o poter intrattenere relazioni con altre donne.

## Biografia
Catharina Margaretha Linck era la figlia illegittima di una vedova e crebbe in un orfanotrofio ad Halle. Lasciò l'orfanotrofio a quattordici anni e cominciò a lavorare nel commercio di tessuti e manifattura di bottoni. Già da adolescente aveva cominciato a vestirsi da uomo per vivere in una comunità protestante possibilmente ispirata al quaccherismo. Tra il 1705 e il 1708 servì come soldato nell'esercito di Hannover, prima di disertare nel 1708. La diserzione era punibile con la morte, ma quando la Linck fu catturata riuscì ad evitare la forca rivelando il suo vero sesso al Professor Francken. Successivamente si arruolò nell'esercito prussiano, ma fu congedata dopo che Francken aveva rivelato la vera identità della donna. Catherine Margaretha tornò quindi ad Hasse, dove trascorse l'estate senza nascondere di essere donna. Dopo alcuni messi a casa, Linck tornò ad assumere diversi pseudonimi maschili per combattere nell'esercito polacco e d'Hesse. Terminato il periodo militare, tornò ad Halle, dove lavorò ancora per alcuni anni nell'industria tessile, adottando di volta in volta diverse identità sia maschili che femminili. Fu nuovamente arrestata, presumibilmente per aver disertato uno degli eserciti in cui aveva servito, ma ancora una volta Francken le evitò serie conseguenze penali rivelando il suo vero genere.
Nel 1717 tornò a vestire abili maschili e assunse il nome di Anastasius Lagrantius Rosenstengel. Sotto questa identità la donna incontrò e sposò la diciottenne Catharina Margaretha Mühlhahn di Halberstandt. Stando ai verbali del processo, le due donne avevano rapporti sessuali regolari, con la Lick che usava un fallo di pelle legato al pube per penetrare la moglie:
La loro relazione non fu idilliaca e la madre della Mühlhahn tentò più volte di separarle. Linck intanto si manteneva mendicando e chiedendo aiuto ad enti benefici e nel corso degli ultimi anni 1710 si convertì prima al cattolicesimo e poi al luteranesimo. La Linck fu definitivamente smascherata dalla suocera che, durante un litigio, le strappò i pantaloni, rivelando così i suoi genitali femminili. La signora Mühlhahn fu un testimone chiave al processo del "genero", presentando anche come prove il fallo di pelle e il corno che la Linck usava per urinare in piedi.
Durante il processo i giudici tentarono di stabilire il livello di colpevolezza della Mühlhahn e, soprattutto, se la donna fosse consapevole dell'"irregolarità" dei suoi rapporti sessuali. La Mühlhahn testimoniò che i rapporti con la Linck fossero dolorosi e quasi una tortura per lei, oltre ad affermare che il "marito" fosse violento ed abusivo nei suoi confronti: quando la Mühlhahn aveva fatto domande circa il corno che usava per urinare, la Linck avrebbe reagito bruscamente. Inoltre la Mühlhahn affermò di aver esaminato i genitali della Linck una volta, nel 1717, mentre dormiva, e di averli trovati identici ai propri. La Linck allora la supplicò di non denunciarla alle autorità, proponendole di vivere come fratello e sorella. Catharina Margaretha Linck confessò il reato di sodomia, ma negò di aver fatto soffrire la moglie. Addusse Satana come responsabile per i suoi errori, ma giustificò il suo vestirsi da uomo affermando che quella pratica fosse proibita solo alle donne sposate e non a quelle nubili. Due medici esaminarono il suo corpo e non trovarono tracce di ermafroditismo, né di attributi maschili.
Non sapendo come agire, il tribunale locale chiese una consulenza al tribunale di Duisburg, che raccomandò di torturare la Mühlhahn e di impiccare e bruciare la Linck. Ciò non chiarì i dubbi del tribunale di Halberstadt, i cui giudici non sapevano decidersi su come considerare il crimine. In particolare, non erano sicuri che i rapporti tra le due donne potessero essere considerati sodomia vera e propria, dato che la penetrazione avveniva tramite un corpo esterno ed inanimato, e non sapevano neanche se l'atto sessuale meritasse la pena di morte, dato che la Bibbia non menziona l'omosessualità femminile. Di conseguenza non sapevano neanche decidersi su quali fossero le metodologie da seguire circa un'eventuale condanna a morte per la Linck, ossia se andasse decapitata, impiccata o arsa viva; alcuni membri della corte suggerirono di evitare la pena capitale e, dato che i rapporti saffici non erano esattamente prescritti nella loro definizione di sodomia, di far frustare la Linck per i suoi altri crimini. Alla fine, la corte decise di far decapitare la Linck e di mandare in prigione per tre anni la Mühlhahn, ritenendola non abbastanza intelligente per avere una vera responsabilità nella situazione in cui si era trovata. La sentenza fu approvata da Federico Guglielmo I di Prussia ed eseguita l'8 novembre 1721.